# Мирослав Манолов
Мирослав Манолов Манолов е български футболист, нападател.

## Състезателна кариера
Роден е на 20 май 1985 г. в Сопот. През 2000 г. заиграва в Металик (Сопот). Забелязан е от съгледвачи на ЦСКА и е привлечен в школата на тима, където бързо се налага като основен голмайстор.
През пролетта на 2004 г. подписва професионален договор с ЦСКА.
Дебютът му за „червените“ се отлага, защото по време на мач от Армейското първенство чупят крака му (играе само в 3 мача в края на сезона). Бронзов медалист през 2004 г. През пролетта на 2005 г. е преотстъпен в тима на Конелиано (Герман). Там показва голмайсторския си нюх и с 19 попадения става голмайстор на западната Б група. Избран за „Футболист на Западната Б група“ за 2006 г.
През 2008 година става част от отбора на ПФК Черно море (Варна), където за кратко се налага като титуляр в нападението на отбора. Получава тежка контузия през 2009 година, която го изважда за дълъг период от терена, завръщайки се чак в началото на 2011 година. След като в продължение на 2 години не отбелязва гол, през ноември 2011 година се разписва за своя Черно море срещу Берое още в 29-а секунда, което попадение кандидатства за „Най-бърз гол за 2011 година“.
През лятната пауза на сезон 2013/14 подписва двугодишен договор с Литекс (Ловеч).
За „оранжевите“ записва 31 срещи в които отбелязва 3 гола. За Купата на България отбелязва 5 гола. Не успява да се наложи и през лятото на 2014 г. разтрогва по взаимно съгласие.
На 17 юли 2014 г. Манолов се завръща в Черно море и подписва дългосрочен договор с клуба.

## На международните терени
За купата на УЕФА има 4 мача и 1 гол за ЦСКА. Младежки национал.

## Статистика по сезони
- Металик - 2000/01 - В РФГ, 3 мача/0 гола
- Металик - 2001/02 - В РФГ, 10/2
- Металик - 2002/03 - В РФГ, 19/6
- ЦСКА - 2004/пр. - А ПФГ, 1/0
- ЦСКА - 2004/ес. - А ПФГ, 1/0
- Конелиано (Герман) - 2005/пр. - Б ПФГ, 4/0
- Конелиано (Герман) - 2005/06 - Б ПФГ, 25/19
- ЦСКА - 2006/07 - А ПФГ, 7/1
- Черно море - 2007/08 - А ПФГ, 23/9
- Черно море - 2008/09 - А ПФГ, 22/9
- Черно море - 2009/10 - А ПФГ, 15/6
- Черно море - 2010/11 - А ПФГ, 0/0
- Черно море - 2011/12 - А ПФГ, 23/7